# 岱岳区
岱岳区是中国山东省泰安市所辖的一个市辖区。总面积为1750平方公里。岱嶽區東南西三面包圍泰山區，並與新泰市、寧陽縣、肥城市、濟南市長清區、歷城區、章丘區、萊蕪區毗鄰。區人民政府駐粥店街道泰山大街3465号。
岱岳区是中华文明大汶口文化的发祥地，拥有5000多年的历史。在春秋战国时期就有“自古文明膏腴地，齐鲁必争汶阳田”的美誉；西汉时，淮南王刘安在此留下了“中央之美者，有岱岳”的咏叹。

## 行政区划
岱岳区下辖3个街道办事处、14个镇、1个乡：
粥店街道、天平街道、北集坡街道、山口镇、祝阳镇、范镇、角峪镇、徂徕镇、满庄镇、夏张镇、道朗镇、黄前镇、大汶口镇、马庄镇、房村镇、良庄镇、下港镇和化马湾乡。

## 人口
截至2020年末，根據第七次全国人口普查顯示：岱岳区常住人口675161人，其中城镇人口52.78万人，城镇化率达到78.02%。